# Imperiale Lebensweise
Der Begriff imperiale Lebensweise (englisch: imperial mode of living) wurde von den beiden Politikwissenschaftlern Ulrich Brand und Markus Wissen in die internationale politische Diskussion eingeführt und durch ein 2017 erschienenes gleichnamiges Buch systematisch ausgearbeitet. Eine weitere Bearbeitung des Begriffs durch die beiden Autoren erfolgte in ihrem 2024 erschienenen Buch Kapitalismus am Limit. Der Begriff ist in der sozialwissenschaftlichen und politischen Diskussion seither häufig aufgenommen worden und steht als Chiffre für eine fundamentale Kritik der bestehenden globalen sozial-ökologischen Ungleichheitsordnung und ihrer Verankerung nicht nur in den abstrakten Strukturen von wachstumsorientierter kapitalistischer Produktionsweise und Staat, sondern auch in Gewohnheiten und Praxismustern des Alltags.

## Begriff
Imperiale Lebensweise ist ein erstmals 2009 verwendeter Begriff der in der Zusammenarbeit von Ulrich Brand und Markus Wissen in den Folgejahren – ähnlich wie der Begriff Sozial-ökologische Transformation – weitere Ausformulierungen erfahren hat. Er zielt darauf, globale Ungleichheiten zu analysieren, die nicht nur aus ungleichen ökonomischen und politischen Verhältnissen resultieren, sondern auch aus einer hegemonial verbreiteten dominanten Lebensweise vor allem in den hochindustrialisierten Ländern Westeuropas und den USA, aber auch in privilegierten Bevölkerungsteilen anderswo. Dabei nehmen sie insbesondere die ökologischen Kosten eines global nicht verallgemeinerbaren hohen Ressourcenverbrauchs in den Ländern des Globalen Nordens in den Blick.

Semantisch folgt er der Formulierung der „neoliberal-imperialen Politik“ in früheren Publikationen. Der Diskurs schließt weiterhin an Christoph Görg an, der die Umweltproblematik als „ökologischen Imperialismus“ fasst und dabei auch den Begriff der Lebensweise aufgreift. Dessen Text endet mit der Forderung nach einer Imperialismustheorie der Umweltproblematik. 2017 ist der Begriff der imperialen Lebensweise erstmals ausführlich systematisiert und empirisch untermauert worden. Eine eingehende Auseinandersetzung mit dem Begriff der solidarischen Lebensweise ist 2019 erfolgt.
Der Begriff verknüpft die soziale und ökologische Kritik an dem Weltwirtschaftssystem. Unter imperiale Produktionsweise verstehen die beiden Autoren eine Produktionsweise, bei der Ressourcen (Rohstoffe wie Erdöl und Land, aber auch Arbeitskraft) aus dem Globalen Süden ausgebeutet (extrahiert), überwiegend im Norden verbraucht und über die Senken des Südens wieder entsorgt werden. Die Autoren sind der Auffassung, dass es sich dabei um eine Krise handelt, deren zugrunde liegenden Konsum- und Produktionsmuster sich allerdings nur schwer in politisch relevante Kritik umwandeln lasse, weil sie für viele Menschen im Norden und Süden noch immer trotz sichtbarer Folgen wie Klimaerwärmung, Ressourcenübernutzung und Artensterben als attraktiv eingeschätzt würden. In der Mittel- und Oberschicht des Nordens hätten sich, so die Autoren, diese Konsums- und Produktionsmuster in den letzten Jahrzehnten immer weiter verfestigt und würden nach außen verteidigt. Im Rahmen einer weltweiten Hegemonie der imperialen Lebensweise verbreite sich auch in Ländern des Globalen Südens vielerorts eine periphere imperiale Lebensweise, die aus der Orientierung besser gestellter Lohnabhängiger und der privilegierten Klassen an der westlichen Lebensweise resultiere.
Zu dem Begriff „imperial“ schreiben die Autoren an anderer Stelle:

„»Imperial« kennzeichnet für uns nicht die »Herrschaft – einer Minderheit – über eine übergroße Mehrheit« (…) Vielmehr geht es uns – etwa in der Tradition von Rosa Luxemburg und jüngst Klaus Dörre – um den Zugriff des Kapitalismus auf sein Äußeres, eben eine Produktions- und Lebensweise, die strukturell den Menschen aufgezwungen wird und die ihnen gleichzeitig unter den gegebenen Bedingungen erweiterte Lebens- und Handlungsspielräume gibt.“

Ulrich Brand und Markus Wissen begreifen den Begriff imperiale Lebensweise auch als ein Forschungsprogramm im Sinne einer empirischen Auseinandersetzung in den Lebensbereichen Wohnen, Ernährung und Kleidung.

## Kritik
Der Soziologe Klaus Dörre kritisierte 2018, dass der Begriff der imperialen Lebensweise Gefahr läuft, die Bevölkerungen des Globalen Nordens in einem „vereinnahmenden 'Wir'“ zu vereinheitlichen und soziale Unterschiede und unterschiedliche Konsumniveaus auszublenden, und eine „starke Relativierung von Ausbeutung, Entfremdung, Ungleichheit und Unsicherheit im Inneren“ dieser Gesellschaften begünstigt. Gleichzeitig hält er die Analyse der Autoren Brand und Wissen im Grunde für einen „common sense gesellschaftlicher Transformationsdebatten“ und erkennt in ihrer Kritik weniger einen analytischen, sondern vielmehr politischen Nutzen, weil der gesellschaftliche Trend zu neuen Konsummustern, zu vegetarischer oder veganer Ernährung auf diese Weise eine politische bzw. kapitalismuskritische Ausrichtung erfahre. Ohnmachtserfahrungen und apokalyptische Visionen, wie sie häufig mit der Analyse ökologischer Gefahren verbunden seien, würden relativiert, um eine Emanzipationsperspektive offenzuhalten: „Die befreiende Einsicht lautet: Jede und jeder einzelne kann jederzeit etwas tun. Die Ethik ökologischen Verzichts lässt sich zuallererst auf das eigene Leben anwenden.“
Ähnlich argumentierte 2016 der Soziologe Stephan Lessenich: „Es ist recht leicht und steht letztlich jedem Einzelnen offen, anders zu trinken und anders zu essen, bewusster zu kaufen und reflektierter zu konsumieren.“ Im Sinne einer radikalen gesellschaftlichen Veränderung in Richtung von Nachhaltigkeit kann dies nach Auffassung von Lessenich allerdings nur ein erster Schritt sein. Hans Günter Bell und Paul Schäfer kritisierten 2018 an dem Buch von Brand/Wissen die Unschärfe in Bezug auf die politischen Handlungsmöglichkeiten: „Wenn aber Brand/Wissen ‚by the way‘ all das, was es im linksalternativen Milieu an Ideen und Vorstellungen gibt, unter diese Rubrik ‚Suchbewegung‘ subsumieren – um zwei Beispiele zu nennen: De-Growth oder bedingungsloses Grundeinkommen –, so halten wir das für wenig produktiv und zielführend. Eine progressive Linke, die stärker und wirkungsmächtiger werden will, wird sich schon auf einen gemeinsamen Forderungs- und Handlungskorridor verständigen müssen.“